# Cuphea insolita
Cuphea insolita är en fackelblomsväxtart som beskrevs av A. Lourteig. Cuphea insolita ingår i släktet blossblommor, och familjen fackelblomsväxter. Inga underarter finns listade i Catalogue of Life.